# The Adventures of Captain Zoom in Outer Space
The Adventures of Captain Zoom in Outer Space är en amerikansk film (science fiction/komedi) från 1995 med Daniel Riordan, Liz Vassey, Ron Perlman och Nichelle Nichols i huvudrollerna. Daniel Riordan har även röstskådespelat i flera datorspel, däribland EverQuest II och Age of Mythology.